# Spirostreptus xanthopus
Spirostreptus xanthopus är en mångfotingart som beskrevs av Henri Saussure och Leo Zehntner 1901. Spirostreptus xanthopus ingår i släktet Spirostreptus och familjen Spirostreptidae. Inga underarter finns listade i Catalogue of Life.